# Подборовье-1
Подборовье или Подборовье-1 — деревня в Торошинской волости Псковского района Псковской области России.
Расположена в 4 км к югу от деревни Торошино и в 14 км к северо-востоку от Пскова на автотрассе Санкт-Петербург — Псков — Киев М20.
| 2001 | 2002 | 2010 |
| ---- | ---- | ---- |
| 168  | ↘167 | ↘124 |

## История
Юго-восточная часть населённого пункта — бывшая деревня Зван, северо-западная часть — бывшая деревня Поляково, юго-западная часть — бывшая деревня Яхново. Все они слились с д. Подборовье-1 13 февраля 1978 года.